# Sune Sik Sverkersson
Sune Sik Sverkersson, nascido em 1154, é uma personagem medieval, cuja existência não é provada por documentos históricos contemporâneos.
Se Sune é uma invenção para dar razão genealógica ancetral a algumas pessoas que reivindicavam o trono ou uma pessoa que realmente existiu, mas sem documentos, é uma questão de opinião, já que as pesquisas não afirmam nada sobre Sune.
De acordo com os mitos, ele deve ter sido o filho mais jovem de Suérquero I, possivelmente de seu casamento com Rikissa da Polônia. Outros contos mitológicos dizem que Sune Sik era pai de Ingrid Ylva.